# Las Rusias
Las Rusias är en ort i Mexiko.   Den ligger i kommunen Villa de Reyes och delstaten San Luis Potosí, i den centrala delen av landet, 300 km nordväst om huvudstaden Mexico City. Las Rusias ligger 1 836 meter över havet och antalet invånare är 428.
Terrängen runt Las Rusias är platt åt sydost, men åt nordväst är den kuperad. Runt Las Rusias är det ganska glesbefolkat, med 38 invånare per kvadratkilometer. Närmaste större samhälle är Villa de Reyes, 5,7 km öster om Las Rusias. Trakten runt Las Rusias består till största delen av jordbruksmark.